# Christy Turlington
Christy Nicole Turlington Burns (n. 2 ianurie 1969, Walnut Creek, California, SUA) este un fotomodel american cunoscut pentru colaborarea cu Calvin Klein în perioada 1987-2014.
Prima apariție publică a unei femei ce purta piercing în buric este atribuită lui Christy Turlington. Aceasta a urcat pe podium, în cadrul unui festival de modă din Londra din anul 1993, expunându-și buricul în care avea un cercel, fiind astfel considerată cea care a introdus piercingul în buric în cultura de masă.